# Agrotis conecta
Agrotis conecta är en fjärilsart som beskrevs av Walker. Agrotis conecta ingår i släktet Agrotis och familjen nattflyn. Inga underarter finns listade i Catalogue of Life.